# Абанотубані

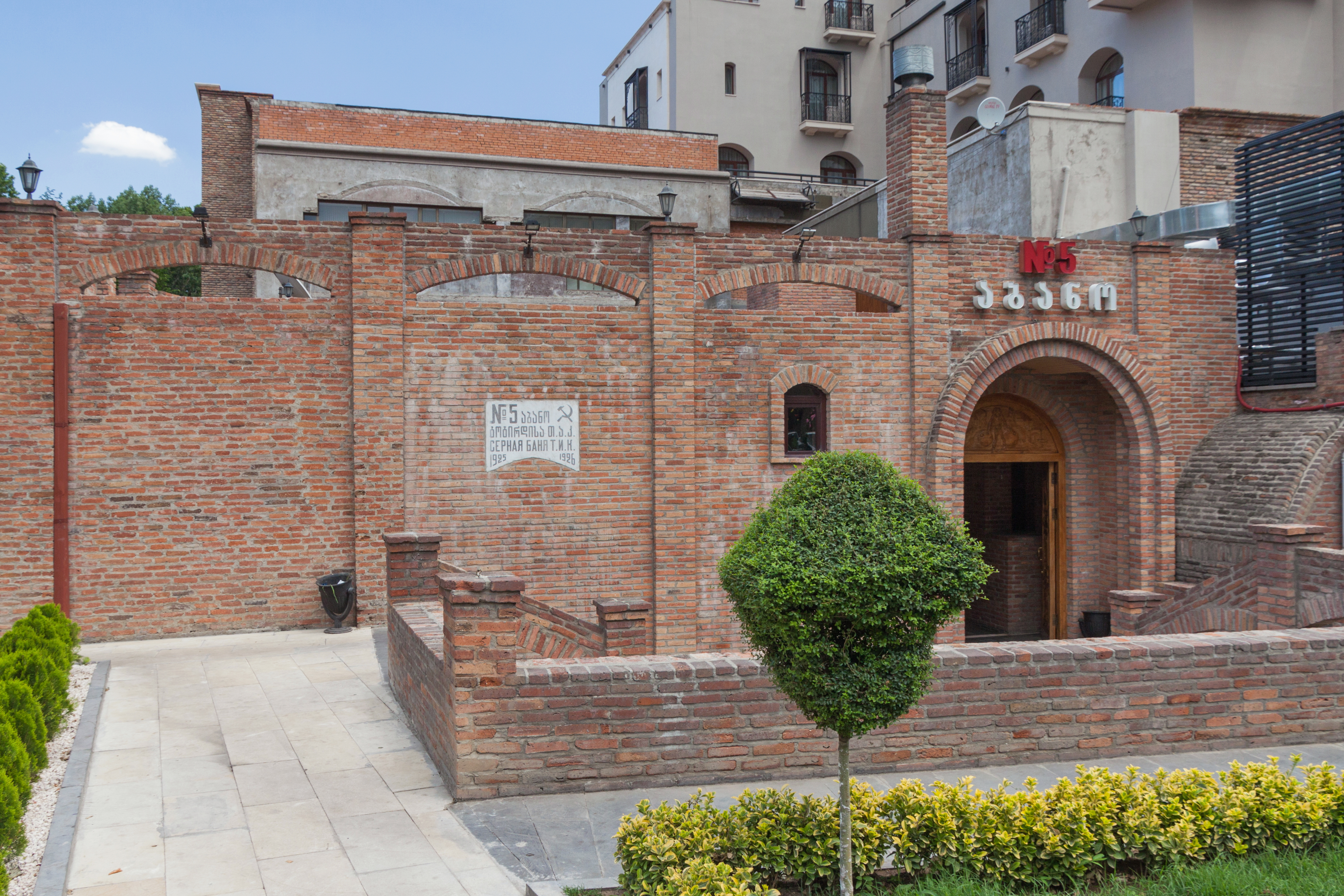
Вхід до сірчаних лазень

Абанотубані (груз. აბანოთუბანი) — квартал в центрі Тбілісі, відомий своїм комплексом лазень, що стоять на природних сірчистих джерелах. Побудовані в різний час в XVII—XIX століттях, нинішні лазні формують собою окремий квартал міста, який є популярним місцем як для мешканців міста, так і для численних туристів.

## Історія
Теплі сірчисті джерела зіграли дуже важливу роль у виборі місця для будівництва Тбілісі. Навіть свою назву місто отримало від слова «тбілі» (або застаріле «тфілі»), що означає «теплий». Теплі (температура вихідної води досягає 37°) джерела в цьому місці завжди служили місцем купання для мешканців. Надалі місце було упорядковано і забудовано окремими лазнями. Сформований комплекс облаштованих лазень існував принаймні під час руйнівного набігу на Тбілісі Ага Мухаммед-хана в 1795 році, хоча існують свідчення наявності окремих упорядкованих лазень, датованих ще XVI століттям. За час існування міста лазні руйнувалися, відбудовувалися і розбудовувалися заново багато раз, так само як багато разів були змінені і перейменовані окремі лазні. Перейменування були пов'язані, в основному, зі зміною власників.
Найдавнішою лазнею вважається Іраклієвська, відома принаймні з XVI століття. Також до найстаріших лазням відносяться Бебутівська, Казенна і Сумбатівська (усі — початок XVII століття).

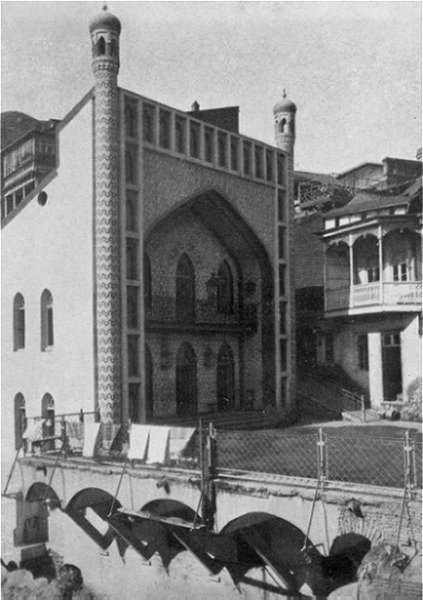
Орбеліанівські лазні, 1911

Лазні виконували в місті не тільки функцію місця, де можна помитися. Вони були свого роду клубами для жителів і гостей міста. Лазні були відкриті цілодобово, причому часто вхідна плата не обмежувала часу перебування в лазні. Лазні були місцем де люди милися, голилися, відпочивали, спілкувалися, вирішували ділові питання, організовували обіди, пили, похмелялись і навіть влаштовували оглядини. У художніх творах лазня описується як спосіб традиційного для Тбілісі проведення дозвілля.
Банні дні, як правило, чергувалися: чоловічі і жіночі.

## Місцезнаходження
Нинішній банний квартал Абанотубані розташований в старій частині Тбілісі, на правому березі Кури, уздовж вулиці Йосипа Грішашвілі, що йде паралельно набережній. Від набережної вулиця відділена житловими будинками.

## Архітектура
Архітектура лазень — традиційна, східна, в основному, перська. Самі лазні є дуже низькими приземкуватими будівлями і знаходяться, з точки зору стороннього спостерігача, під землею, зовні видно тільки склепінні напівкруглі купола, так що туристи ходять прямо по дахах лазень. Зверху купол, як правило, закінчується невеликий башточкою з прорізами, через які в лазню надходить сонячне світло. Стіни лазень зроблені з цегли, підлога і звичайні ванни — з плит місцевого сірого пористого каменю. Дорожчі номери і ванни в них оздоблені мармуром.
Серед усього комплексу виділяється так звана Строката лазня, вона ж Орбеліанівська, вона ж Блакитна. Це висока окремостояча лазня, прикрашена стрілчастим фасадом і бічними мінаретами, оздоблена строкатими кахлями.

## Відомі відвідувачі
У різний час в тбіліських лазнях побували і поділилися своїми враженнями деякі відомі люди.
Олександр Дюма-батько, який подорожував по Кавказу в 1894 році, залишив захоплені описи Тіфліса і тіфліських лазень. Ось як він описує процес:
|  | Два мучителі почали ламати мені суглоби. Ця операція розпочалася з останнього суглоба пальця ... Ці вправи, які, очевидно, повинні були вивихнути мені члени, відбувалися дивно природно, не тільки без болю, але з почуттям задоволення ... |

|  | Мішечок надувся і випустив мильну піну, якою я покрився з голови до п'ят. За винятком очей, які мені трохи пекло, я ніколи не відчував приємнішого почуття, як те, яке було створено цією піною, що тече по всьому тілу ... |

О. С. Пушкін, прямуючи в Арзрум в 1829 році, зупинявся в Тбілісі, де відвідав місцеві лазні. Так він описує свої відвідини в «Подорожі в Арзрум»:
|  | Зроду не зустрічав я ні в Росії, ні в Туреччині нічого розкішнішого ніж тіфліські лазні. Опишу їх детально. Господар залишив мене на піклування татарину-банщикові. Я повинен зізнатися, що він був без носа; це не заважало йому бути майстром своєї справи. Гассан (так називався безносий татарин) почав з того, що розклав мене на теплій кам'яній підлозі; після чого почав він ламати мені члени, витягати суглоби, бити мене сильно кулаком, бо я не відчував ні найменшого болю, але дивне полегшення. (Азійські банщики приходять іноді в захват, сплигують вам на плечі, ковзають ногами по стегнах і танцюють по спині навприсядки, е sempre bene). Після цього довго тер він мене вовняною рукавицею і, сильно оплескав теплою водою, став обмивати намиленим полотняним міхуром. Відчуття невимовне: гаряче мило обливає вас як повітря! NB: вовняна рукавиця і полотняний міхур неодмінно повинні бути прийняті в російській лазні: знавці будуть вдячні за таке нововведення. Після міхура Гассан відпустив мене до ванни; тим і скінчилася церемонія. |

## Сучасність
Зараз лазні функціонують, як і раніше. Деякі лазні перетворені у водолікарні. Усередині лазень є окремі кабіни, обладнані басейнами. У жовтні 2007 року три лазні були продані з аукціону і були передані у приватне володіння із зобов'язанням збереження профілю роботи та захисту пам'ятки культури.

## Ресурси Інтернету
- Михайло Григорян, «Тіфліський лазні»
- О. С. Пушкін, «Подорож в Арзрум під час походу 1829» на сайті «Російська віртуальна бібліотека» [Архівовано 5 січня 2012 у Wayback Machine.]